# Savelij Kozlov
Savelij Alekseevič Kozlov (in russo Савелий Алексеевич Козлов?; Reutov, 19 gennaio 1997) è un ex calciatore russo, di ruolo difensore.

## Caratteristiche tecniche
È un terzino sinistro.

## Carriera
Ha esordito fra i professionisti il 4 marzo 2018 disputando l'incontro di seconda divisione russa pareggiato 0-0 contro il Nižnij Novgorod.
Il 17 febbraio 2019 è stato acquistato dall'Orenburg, militante in Prem'er-Liga.

## Statistiche
Statistiche aggiornate al 28 agosto 2022.

### Presenze e reti nei club
| Stagione        | Squadra         | Campionato      | Campionato | Campionato | Coppe nazionali | Coppe nazionali | Coppe nazionali | Coppe continentali | Coppe continentali | Coppe continentali | Altre coppe | Altre coppe | Altre coppe | Totale | Totale | Totale |
| Stagione        | Squadra         | Comp            | Pres       | Reti       | Comp            | Pres            | Reti            | Comp               | Pres               | Reti               | Comp        | Pres        | Reti        | Pres   | Reti   |        |
| --------------- | --------------- | --------------- | ---------- | ---------- | --------------- | --------------- | --------------- | ------------------ | ------------------ | ------------------ | ----------- | ----------- | ----------- | ------ | ------ | ------ |
| 2017-2018       | Tjumen'         | 1D              | 3          | 0          | CR              | 0               | 0               |                    | -                  | -                  |             | -           | -           | 3      | 0      |        |
| 2018-2019       | Tjumen'         | 1D              | 20         | 2          | CR              | 2               | 0               |                    | -                  | -                  |             | -           | -           | 22     | 2      |        |
| Totale Tjumen'  | Totale Tjumen'  | Totale Tjumen'  | 23         | 2          |                 | 2               | 0               |                    | -                  | -                  |             | -           | -           | 25     | 2      |        |
| 2018-2019       | Orenburg        | PL              | 8          | 0          | CR              | 1               | 0               |                    | -                  | -                  |             | -           | -           | 9      | 0      |        |
| 2019-2020       | Orenburg        | PL              | 9          | 0          | CR              | 0               | 0               | -                  | -                  | -                  | -           | -           | -           | 9      | 0      |        |
| 2020-2021       | Orenburg        | PFN Ligi        | 13         | 1          | CR              | 1               | 0               | -                  | -                  | -                  | -           | -           | -           | 14     | 1      |        |
| 2021-2022       | Orenburg        | PFN Ligi        | 4          | 0          | CR              | 2               | 0               | -                  | -                  | -                  | -           | -           | -           | 6      | 0      |        |
| Totale Orenburg | Totale Orenburg | Totale Orenburg | 34         | 1          |                 | 4               | 0               |                    | -                  | -                  |             | -           | -           | 38     | 1      |        |
| Totale carriera | Totale carriera | Totale carriera | 57         | 3          |                 | 6               | 0               |                    | -                  | -                  |             | -           | -           | 63     | 3      |        |